# 李惠珍

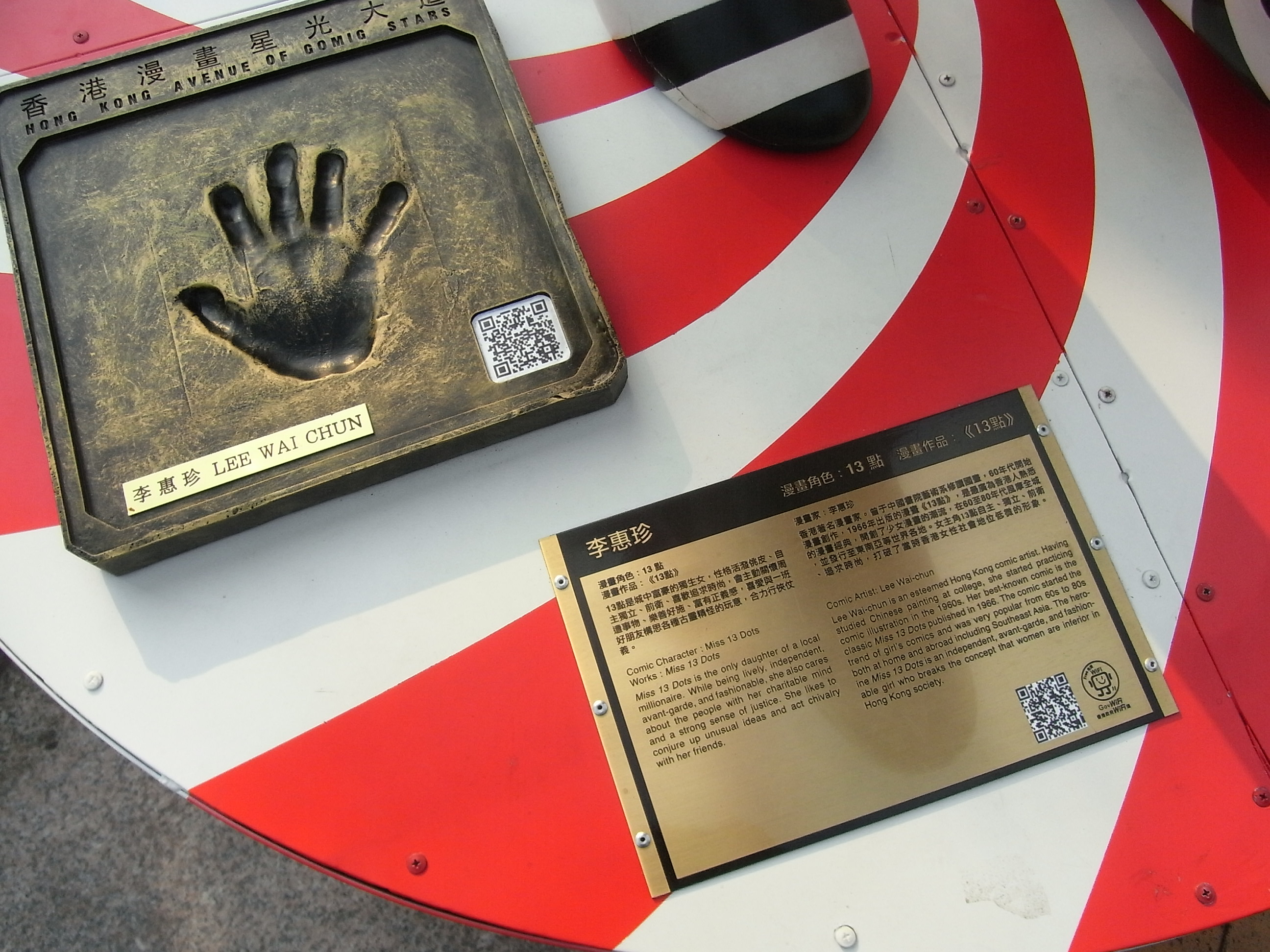
手印

李惠珍（1939年—2020年8月27日），祖籍廣東番禺，於香港出生，香港女漫畫家；母親是上海人，父親曾居於上海，後移居香港。

## 事業
李惠珍自少愛美術，好繪畫。學生時代的李惠珍曾為兒童樂園畫漫畫，首部作品為《花花小姐》，及後覺得主角太成熟，於是改為創作《13點》少女漫畫。於《13點》始於1966年7月發表，但花花小姐也間中會於《13点》漫畫中出現。
作為雙周刊的《13點》，一直至1980年初，因當時TVB兒童節目主持人Sunny哥哥盛情邀請李惠珍夫婦替他出版一本兒童畫報而暫告一段落，合共出版178期。據聞這一本地首套以女性為主角的少女漫畫曾創下兩日內售出7萬本的銷售奇跡。之後李惠珍受聘於星島日報，擔任美術設計並兼任報社出版的兒童漫畫雜誌工作。但這期間，仍有《13點》短篇及全版彩畫散見於各大報章及雜誌。 
《13点》漫畫發行期間相當受當時港澳少女讀者歡迎。1996年7月，《13点》漫畫發行三十周年，博益出版社將《13点》結合成珍藏本推出。2003年8月起博益與吳興記書報社合作出版《13點》革新號、《完全13点漫畫》圖鑑，2008年出版《13点‧戀戀巴黎》畫冊。
1997年4月，由香港設計師協會主辦的《非常設計13點：李惠珍的創意》開幕，這是李惠珍的首個個人作品展，坐實了李惠珍「紙上時裝設計師」的名頭；2008年3月10日《13點》的漫畫與時裝在銅鑼灣香港世貿中心商場作路演。
2018年李惠珍獲香港藝術中心頒發首屆「藝術榮譽獎」，為她於1960-1980年代鼓勵女性追求自主、獨立和時尚美感之標竿，在不算開放的年代、為女性打破性別刻板形象的議題上曾低調卻務實地作出貢獻。

## 逝世
李惠珍於2020年8月27日病逝，享壽81歲，於2020年9月29日舉行守靈彌撒，翌日安葬在跑馬地天主教墳場。

## 個人生活
李惠珍已婚，丈夫是傳媒工作者，育有兩位女兒。 李惠珍曾為兒童雜誌社工作，《13點》散見於當中的期刊。

## 外部連結
- 李惠珍的X（前Twitter）
- 李惠珍的新浪微博